# Phelotrupes tenuestriatus
Phelotrupes tenuestriatus es una especie de coleóptero de la familia Geotrupidae.

## Distribución geográfica
Habita en China.